# Wilhelmsia physodes
Wilhelmsia physodes – gatunek rośliny reprezentujący monotypowy rodzaj Wilhelmsia z rodziny goździkowatych (Caryophyllaceae). Występuje na plażach i brzegach piaszczystych, żwirowych i mulistych strumieni w północno-zachodniej części Ameryki Północnej i w Rosji na Dalekim Wschodzie w Azji.  

## Morfologia
PokrójZielna bylina z mięsistym kłączem. Łodyga płożąca do podnoszącej się, korzeniąca się w węzłach, pędy kwitnące prosto wzniesione, pojedyncze lub rozgałęzione.
LiścieSiedzące, jednożyłkowe, eliptyczne do jajowatych, słabo zaostrzone na szczycie, nieco gruboszowate.
KwiatyPojedyncze na szczytach pędów. Hypancjum drobne, kubeczkowate. Działek 5, lancetowatych do jajowatych do 2,5 mm długości, zielonych, z brzegiem błoniastym w kolorze białym do purpurowego, na szczycie tępych lub zaostrzonych. Płatków 5, białych. Pręcików jest 10. Zalążnia trójkomorowa, słupki 3, znamiona 3.
OwoceKulistawe torebki na prosto wzniesionych szypułkach. Zawierają 8-16 ciemnoczerwonych lub brązowych nasion, bocznie spłaszczonych, gładkich.

## Systematyka i zmienność
Rodzaj Wilhelmsia H. G. L. Reichenbach, Consp. 206. Dec 1828-Mar 1829 zaliczany jest do plemienia Alsineae i podrodziny Alsinoideae w obrębie rodziny goździkowatych. Podobieństwo roślin z rodzaju Wilhelmsia do monotypowego rodzaju Honckenya z wybrzeży morskich półkuli północnej było uznawane długi czas za przykład ze konwergencji spowodowanej bytowaniem w tych samych warunkach siedliskowych. Badania molekularne potwierdziły jednak bardzo bliskie pokrewieństwo obu taksonów. Analizy cech morfologicznych i molekularnych wskazują na to, że oba są taksonami siostrzanymi i tworzą z kolei grupę siostrzaną wobec endemicznego dla Hawajów rodzaju Schiedea. Wszystkie te trzy rodzaje wyodrębniane są w sekcję Schiedea.